# Рака Александра Невского
Мемориальный комплекс раки Александра Невского — выдающееся многосоставное произведение (рака) русского декоративно-прикладного искусства XVIII века в стиле барокко, выполненное из серебра весом 1,5 тонны для мощей Александра Невского в царствование императрицы Елизаветы Петровны, в комплекс которого входит деревянная, отделанная серебром небольшая рака, выполненная в царствование Ивана V и Петра I. Рака Александра Невского — единственное в мире столь монументальное сооружение из высокопробного серебра.
С XVIII века рака находилась в Троицком соборе Александро-Невской лавры. В 1922 была изъята и помещена в Государственном Эрмитажее в Концертном зале. Мощи благоверного князя Александра Невского были переданы в Музей религии и атеизма. 
8 сентября 2023 года состоялась передача большой серебряной раки и внутреннего деревянного ковчегов мемориального комплекса гробницы Александра Невского из Эрмитажа в Александро-Невскую лавру. В этот же день патриарх Московский и всея Руси Кирилл вложил ковчег с мощами в большую серебряную раку гробницы Александра Невского. Гробница размещена в храме Александра Невского на втором этаже Благовещенской церкви Александро-Невской лавры. 
По условиям договора Эрмитаж передал гробницу лавре в безвозмездное временное пользование на 49 лет.

## Описание
В комплекс памятников, входящих в раку Александра Невского, входит семь частей:
- малая деревянная рака (малый ковчег), изготовленная в 1695 году при Петре I и Иоанне V в стиле московское барокко.
- большая серебряная рака (большой ковчег) с крышкой-иконой Александра Невского, изготовленная при Елизавете Петровне в стиле елизаветинское барокко.
  - большая пятиярусная декоративная пирамида
  - два пьедестала с трофеями
  - два напольных подсвечника

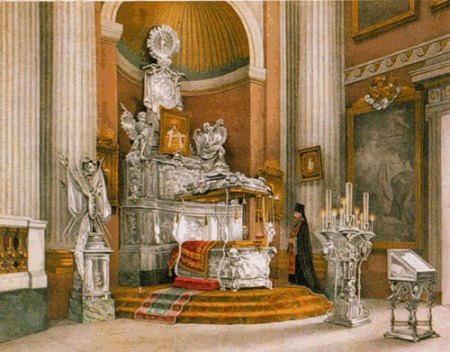
Рака в интерьере собора, общий вид. Литография 1890 года

«Памятная рака Александра Невского является уникальным памятником русского барокко Елизаветинского времени. Многоярусная пирамида напоминает архитектурное сооружение. В ней преобладают асимметрические формы, практически отсутствуют прямые горизонтальные линии, Мастера умело сочетали архитектурные и скульптурные мотивы. Весь орнамент и сюжетные композиции выполнены в технике высокой чеканки, что создаёт дополнительную игру света и тени».

### Малая рака
После пожаров 1681 и 1689 годов в Рождественском монастыре города Владимира для мощей была изготовлена новая рака. Её создал в 1694/1695 году московский мастер серебряных дел Никифор Пшеничный «со товарищи» на средства патриаршего ризохранителя иеродиакона Боголепа, уроженца Владимира. В память о своём умершем во младенчестве сыне Александре, названном в честь святого, царь Пётр Алексеевич и царица Евдокия Фёдоровна пожаловали для обивки раки золотой и вишнёвый бархат. В 1697 году суздальский митрополит Илларион переложил мощи святого в «новопостроенную сребропозлащенную раку… на новоуготованном месте светлом, близ южных дверей».

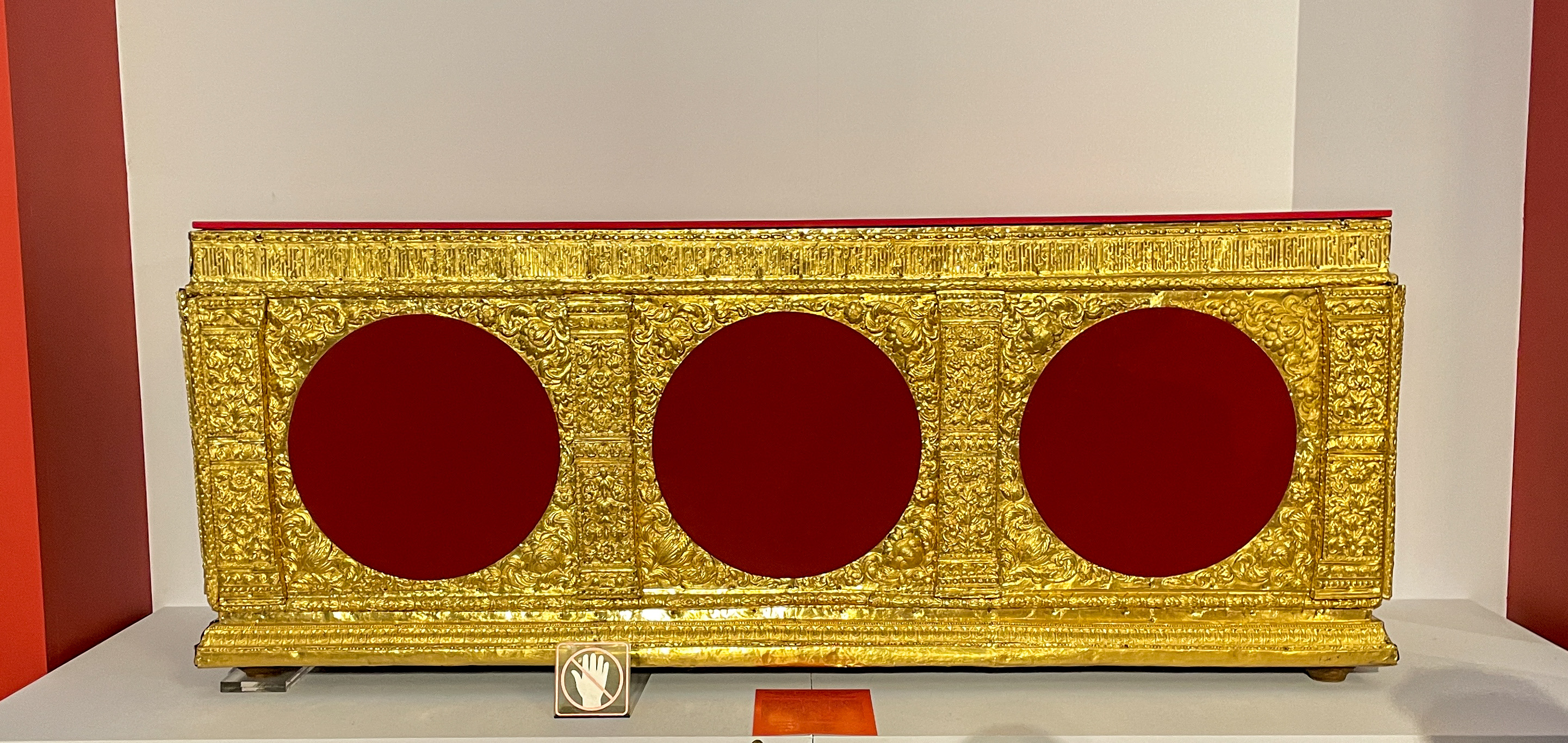
Малая рака для мощей Александра Невского, 1694/1695 г, мастер Н. М. Пшеничный «со товарищи»

Выполнена в стиле московское барокко XVII века. Рака покрыта большой иконой на дереве, с изображением в монашеском одеянии святого Александра Невского в полный рост.
Это большой деревянный ковчег, по-верхнему краю которого помещена серебряная пластина с прочеканенной надписью:

«В сей сребропозлащенной раце положены святые мощи благоверного и христолюбивога князя Александра Ярославича…».

Борта раки украшены медными позолоченными накладными пластинами с растительным орнаментом в технике высокой чеканки (цветы подсолнухов, тюльпанов и лилий). На боковых стенках находились 5 крупных медных позолоченных медальонов, чеканные надписи на которых сообщали о ратных подвигах князя и об сюжетах его жизни. Было записано, что рака устроена царями Петром и Иоанном Алексеевичами по благословению патриарха Адриана в 1695 году (медальоны пропали). Они были воспроизведены С. Г. Рункевичем в 1913 году. В описи 1922 они уже не значились.
В этой раке мощи святого Александра Невского в 1723—1724 годах были перенесены в Санкт-Петербург. Затем она помещена в новую серебряную раку.

### Большая рака
Рака занимает важнейшее место в истории отечественного искусства XVIII века. «Примером мемориального сооружения, в образной трактовке которого барокко поистине достигло своего апогея, явилась знаменитая серебряная рака, созданная для останков Александра Невского».
Была изготовлена в 1747—1752 годах. Придворный художник Георг Кристоф Гроот выполнил рисунок масштабного сооружения по традиции создавать монументальные архитектонические реликварии, пришедшей в Россию из католических стран. Эскизы для барельефов, украшавших стенки конструкции, выполнил Якоб Штелин.

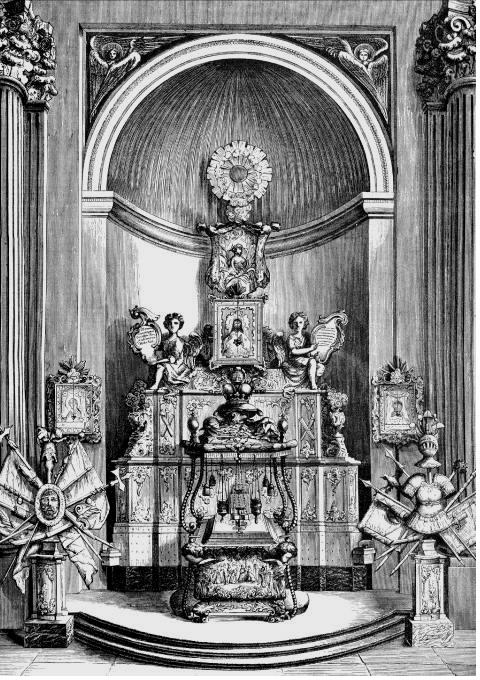
Гравюра XVIII века

Изготовление деревянной модели в натуральную величину было поручено резных дел мастеру Ивану Шталмееру. Официальным руководителем работ был назначен советник монетной канцелярии Иван Андреевич Шлятер. Общее руководство было поручено барону Ивану Антоновичу Черкасову. На изготовление изделия было запрошено 90 пудов (1500 кг) серебра 82 пробы, выплавленного на Петербургском монетном дворе. В 1748 году, когда модель была закончена, выяснилось, что многие уже изготовленные серебряные детали не годятся, и требуются другие модели. Чертежи для новой конструкции выполнили Гроот, Шлягер и резчик Мартелли, который изготовил вторую модель. Ему помогал мастер от канцелярии от строений Иоганн Франц Дункер. В 1749 году началось изготовление серебряных деталей новой раки. В 1750 году на работу было выделено серебро с Колыванских заводов. Коллективу сотрудников пришлось преодолеть немало трудностей в процессе создания уникального сооружения. Некоторые детали переделывались, другие очищались от патины. При установке пирамиды выяснилось, что стихотворная надпись не видна, ради чего императрица указала приделать две фигуры ангелов со щитами, на которых нанести надпись, „дабы она от всякого видна была“. Поэтому в 1753 году были дополнительно отлиты фигуры ангелов со щитами в руках по модели Альберто и Джанбатиста Джани. Каждый из ангелов весил 10 пудов 36 фунтов».
30 августа 1753 года создание огромного монументального сооружения было завершено. Его вес достиг 89 пудов, 22 фунтов, 1 с третью золотника. Вся работа обошлась казне в 80 244 рубля, 62 копейки (пуд серебра в работе стоил 906 рублей 56 копеек). (1 золотник равен 4,266 гривен)».
Огромная стоимость раки почти достигала цены полностью оснащённого трёхдечного линейного корабля при его вооружении чугунными пушками (по табели 1731 года чуть менее 90 тысяч рублей).
Непосредственными авторами этого шедевра ювелирного искусства были иностранные серебряных дел мастера: Эрик Апельрот, Самуэль Зильгерштейн, Лоренцо Зильгерштейн, Георг Берг, Иоганн Окман, Герман Янн, Марк Бренер, Петер Лесс, Карл Дальберг, Фридрих Гемикинс, Карл Фридрих Весгрен, Георг Койн и Фридрих Ремерс. Русская бригада — Иван Евлампиев, Демид Михайлов, Пётр Андреев, Гавриил Плотников, Андрей Афанасьев, Ерофей Еремеев, Василий Пономарёв, Андрей Попов, Иван Соболев — занималась только чеканкой.
Пирамидальное трёхъярусное изголовье служит величественным фоном всему сооружению. В середине второго яруса пирамиды помещён барельеф Александра Невского со знаменем в руке, на боковых сторонах саркофага — тематические рельефы, изображающие важнейшие события из его жизни:
- победа над шведами на Неве в 1240 году
- битва с ливонскими рыцарями на Чудском озере в 1242 году
- вступление в Псков и освобождение города (в том же году)
- сцена смерти и погребения князя в 1263 году.

БОГУ

Всемогущему

И Его угоднику

Благоверному и Великому

Князю

АЛЕКСАНДРУ НЕВСКОМУ

Россов усердному,

защитнику, презревшему прещение мучителя 
Южную сторону саркофага украшает медальон с эпитафией, сочинённой М. В. Ломоносовым (см. ниже).
На верхних углах пирамиды помещены сидящие фигуры ангелов. тоже сделана составленная М. В. Ломоносовым надпись. Она написана на двух серебряных щитах, которые держат в руках два серебряных ангела.
Одна из надписей, выгравированных на щитах, которые они поддерживают, датирует время перенесения праха Александра Невского в Петербург (1724). Все детали искусно отлиты и составляют в целом роскошный убор этого уникального произведения, поражающего грандиозностью конструкции и широтой творческой фантазии.
Автографы надписей Ломоносова сохранились в архиве.

### В источниках
Её описывали путешественники XVIII века, посетившие северную столицу России, историки Петербурга XIX века — И. Пушкарёв, М. Пыляев, В. Михневич упоминали о ней в своих книгах по истории города.
Рака была своеобразной достопримечательностью, единственной в своём роде. Её описания помещались на страницах всех книг, посвящённых истории и культуре столицы:
- Богданов Д. Описание Санкт-Петербурга. — СПб. 1779. — С. 366.
- Георги. Описание российско-императорского столичного города Санкт-Петербурга и достопамятностей в окрестностях оного.—  СПб. 1794. — С. 129.
- Свиньин П. Достопамятности Санкт-Петербурга и его окрестностей. 1816—1818, ч. 2. — C. 10.
- Рункевич С. Г., Александро-Невская лавра 1733—1913. — СПб., 1913, с. 266—268.

## История

### До Петербурга
Святой благоверный князь Александр Невский после своей смерти был погребён в монастыре Рождества Богородицы во Владимире. В 1380 году во Владимире открыты мощи нетленными и положены в раке поверх земли. Согласно спискам Никоновской и Воскресенской летописей XVI века, во время пожара во Владимире 23 мая 1491 года «тело князя великого Александра Невского згоре [сгорело]». В списках тех же летописей XVII века рассказ о пожаре полностью переписан, и упомянуто, что мощи были чудесным образом сохранены от пожара.

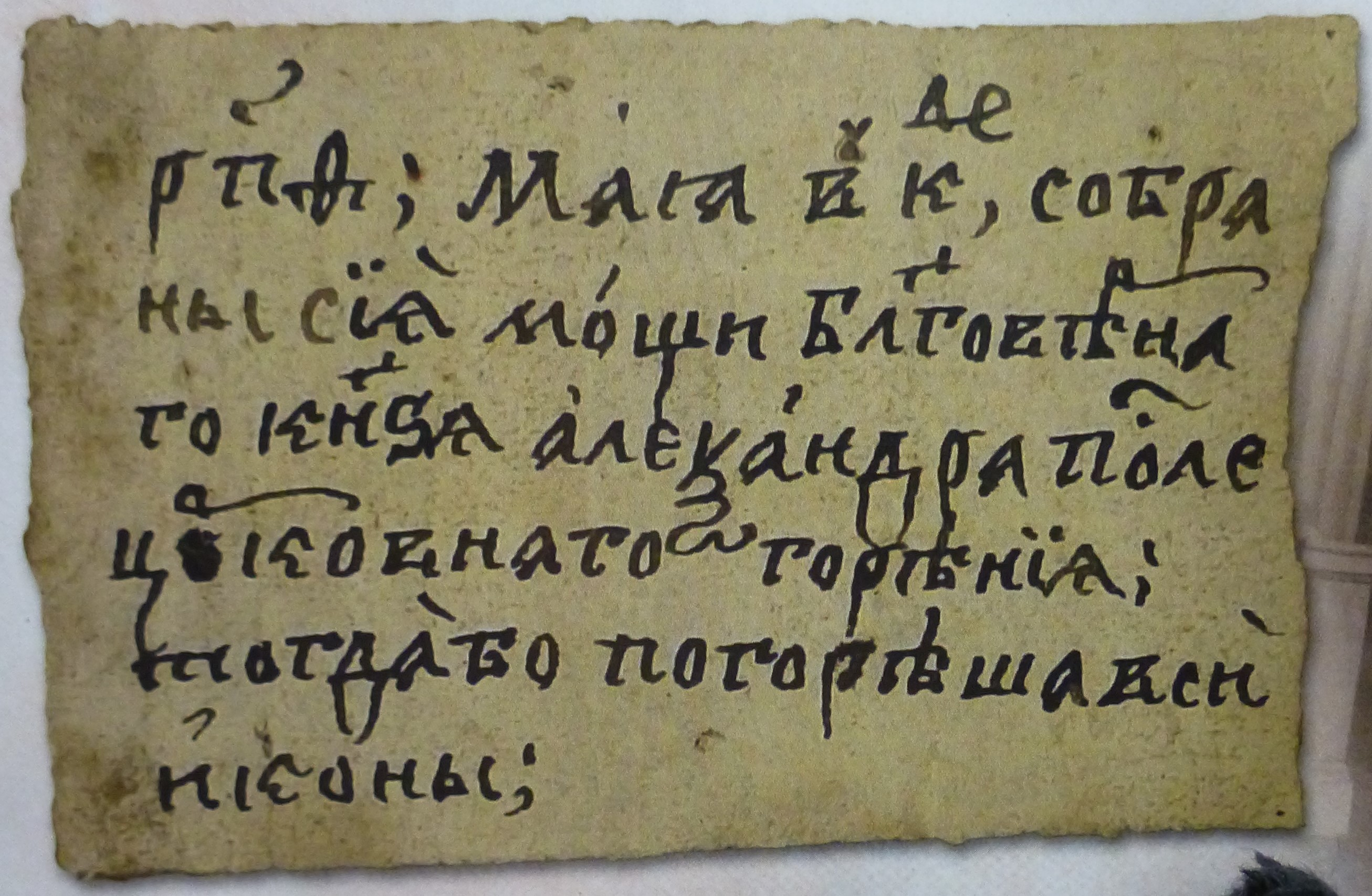
Анонимная записка от 30 мая 1681 года, найденная при вскрытии раки Александра Невского

При вскрытии раки в 1922 году была найдена записка (размером примерно 85 мм × 57 мм), датированная 30 мая 1681 года, о том, что мощи Александра Невского спаслись при пожаре:

189 мая в 20 день собраны сия мощи благоверного князя Александра после церковного горения, тогда бо погореша вси иконы
В 1547 году князь был причислен к лику святых, а в 1697 году митрополит Суздальский Иларион поместил мощи в новую раку (т. н. «малая рака»), украшенную резьбой и покрытую драгоценным покровом.
Вывезенные из Владимира 11 августа 1723 года, мощи были привезены в Шлиссельбург 20 сентября и оставались там до 1724 года, когда 30 августа были установлены в Александро-Невской церкви Александро-Невского Свято-Троицкого монастыря (ныне Александро-Невская лавра) по повелению Петра I.

### При Елизавете и позже
Святой и храбрый князь здесь телом почивает:

Но духом от небес на град сей призирает,

И на брега, где он противных побеждал,

И где невидимо ПЕТРУ способствовал.

Являя дщерь Его усердие святое,

Сему защитнику воздвигла раку в честь

От первого сребра, что недро ей земное

Открыло, как на трон благоволила сесть.

Лета... 1750 государствования своего 9,
августа 30, в Санктпетербурге.
При освящении в монастыре в 1790 году Троицкого собора мощи положены в нём, в серебряной раке, изготовленной по повелению императрицы Елизаветы Петровны в 1753 году, на изготовление которой мастерами Сестрорецкого оружейного завода пошло около 90 пудов серебра. В 1790 году после завершения строительства собора Пресвятой Троицы гробница была перенесена в этот собор и размещена за правым клиросом.
Елизавета, чтя волю своего отца Петра, перенёсшего мощи, почтила её новой богатой ракой, так как «в годы её царствования стало очевидно, что деревянная рака 1695 года, в которой во Владимире хранились мощи князя, уже не соответствует помпезной пышности северной столицы».
Рака создавалась в 1746—1751 годы. В общей сложности рака Александра Невского весила 89 пудов 22 фунта 1 с третью золотника и обошлась казне в 80244 рубля 62 копейки.
Сначала она была помещена в Благовещенской церкви Александро-Невской лавры. В 1774 году архитектор Иван Старов начал строительство храма Святой Троицы там же, которое было завершено в 1790 году, раку перенесли туда, где она и оставалась до революции.
Екатерина II в 1768 году пожаловала к раке дорогую золотую лампаду и возложила на мощи покров с образом Александра Невского и с бриллиантовым знаком ордена его же имени.

### Советское время

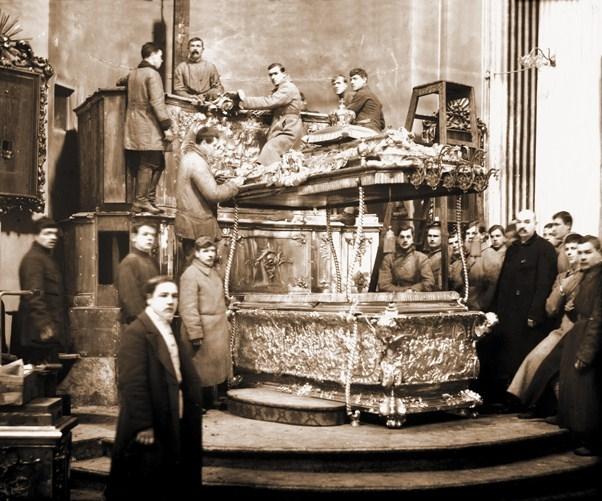
Демонтаж серебряной пирамиды (изголовья раки) в 1922 году, фотограф Булла

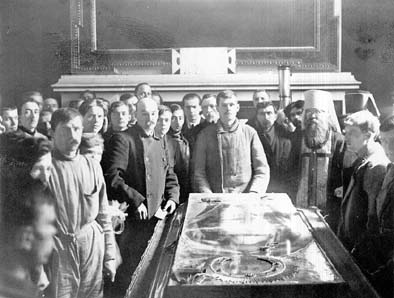
Вскрытие мощей в 1922 году

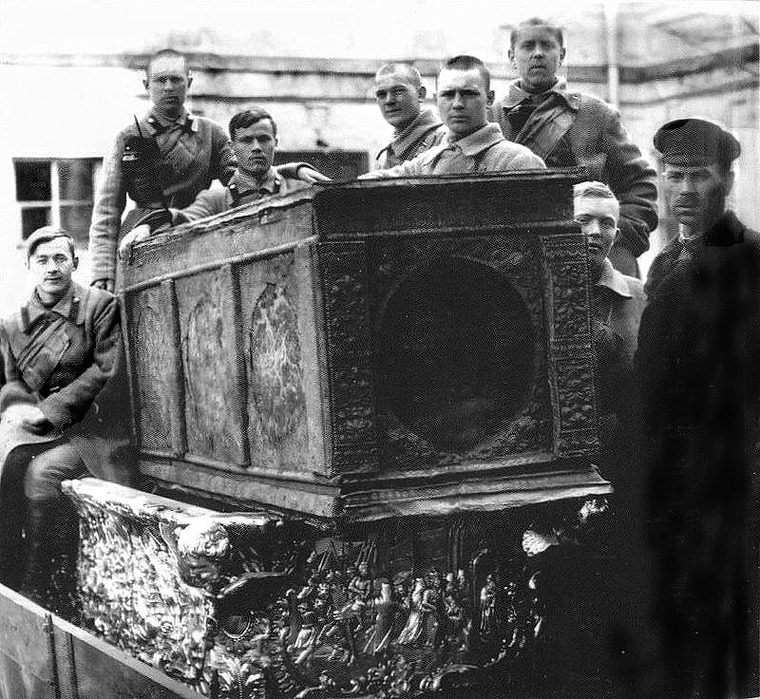
Вывоз из Александро-Невской лавры изъятых церковных ценностей в 1922 году (на фотографии малая рака, вынутая из стоящей под ней большой)

В мае 1922 года мощи были вскрыты и вскоре изъяты. Вначале Зиновьев и комиссариат юстиции пытались получить разрешение у Петроградского совета на вскрытие и изъятие мощей, но Совет отказал ввиду активных протестов со стороны митрополита Петроградского и Гдовского Вениамина и верующих. Однако в мае 1922 года постановление о вскрытии раки было принято.

12 мая 1922 года в 12 часов дня власти вскрыли раку. Были назначены «ответственные за мероприятие» — товарищи Н. П. Комаров и И. Н. Кондратьев. «Согласно предписанию райкома от 9 мая 1922 года, направляются в ваше распоряжение товарищи Урбанович и Наумов с инструментами для участия в вскрытии мощей в Александро-Невской лавре», — написано в одном из направлений от Петроградского райкома для одиннадцати слесарей-железнодорожников и одного ювелира. Вскрытие провели публично: в лавру была приглашена общественность — работники райкомов партии коммунистов, представители воинских частей и другие граждане. Операцию документировал знаменитый фотограф Булла, а также кинооператор (была создана кинохроника «Вскрытие мощей Александра Невского»). При вскрытии было обнаружено: 
Так, в раке Александра Невского, в Петрограде, было найдено 12 небольших костей разного цвета (значит от разных мощей). К тому же в раке оказалось 2 одинаковые кости одной правой ноги.
Мощи сначала оставались в Лавре, а потом попали в Государственный музей истории религии и атеизма (Казанский собор). Рака была передана в Эрмитаж — в архиве Государственного Эрмитажа хранится текст телеграммы (10 мая 1922), написанной председателю ВЦИК М. И. Калинину, подписанной руководством музея с просьбой передать раку в отдел Западноевропейского искусства Эрмитажа, есть и дело 1922 года о передачи раки из Губфинотдела в Эрмитаж. 19 мая 1922 года мемориальный комплекс гробницы святого Александра Невского был передан в Эрмитаж. Рака была выставлена в одном из залов «Музея революции», который тогда размещался в бывшей официальной резиденции русских императоров.

Телеграмма Калинину: «Государственный Эрмитаж и Русский музей просят срочного распоряжения приостановить разрушение иконостаса Казанского собора и раки Невской Лавры — памятников мирового художественного значения» (директор Эрмитажа Сергей Тройницкий, директор Русского музея Николай Сычёв и известный художник Александр Бенуа).

По итогам осмотра мощей было возбуждено уголовное дело, чтобы выяснить «наличие признаков преступного деяния… выразившегося в вековом обмане народных масс». Дело вел следователь по важным делам Василий Кузьмин. Были назначены две экспертизы — мощей и найденной при них записки. По останкам группа специалистов во главе с Георгием Шором (профессором Петроградского медицинского института) дала следующее заключение:

По обследованию найденного комиссия экспертов врачей считает означенные кости несомненно человеческие и по признакам древнего происхождения, и потому признаёт излишним дальнейшее их обследование, как не могущее прибавить что-либо новое к сказанному…
Экспертизу записки провел профессор Петроградского фототехнического института Александр Захарьин. Захарьин проконсультировался с историками Николаем Никольским и Иваном Бычковым, которые подтвердили, что почерк записки характерен для конца XVII века. Общий вывод Захарьина была такой:

Ни по содержанию, ни по почерку, ни по роду материалов, то есть бумаги и чернил, записка не даёт никаких оснований сомневаться в её подлинности, в смысле написания именно в 1681 г.
Допрошенные представители духовенства (в том числе Николай (Ярушевич) и Вениамин (Казанский)) показали, что никогда не скрывали факта тленности мощей и сослались на конкретные страницы изданных трудов Карамзина и Евгения Голубинского.
Была назначена новая экспертиза останков, которая показала следующее:

В числе костей имеются обломки малой берцовой кости другого человека…
Дело было закрыто, а в октябре 1922 года было принято решение об изъятии (несмотря на ходатайство, подписанное более, чем полутора тысячами верующих) мощей. В 1924 году следователь Кузьмин был осужден к расстрелу в связи с коррупционными схемами. Судили Кузьмина на групповом процессе следователей.
В последующие годы большевики склонялись к тому, чтобы переплавить огромное серебряное изделие и продать, как это случилось со многими экспонатами музея (см. Продажа картин из коллекции Эрмитажа).
В архиве Государственного Эрмитажа хранятся документы, свидетельствующие о героической борьбе сотрудников музея за сохранение раки. В 1930 году над ракой снова нависла угроза уничтожения, осложнённая борьбой правительства с церковью.

«Государственный Эрмитаж. Народный комиссариат просвещения на основании секретного отношения финансов СССР доводит до вашего сведения, что с её стороны нет возражения к передаче в распоряжение народного комитета финансов раки из Александро-Невской Лавры, большие и малые подсвечники и т. д., а также икон, разные вещи, не имеющие музейной ценности. При условии, что с наиболее ценных интересных предметов (в том или ином отношении предметов) для Эрмитажа должно быть снято в некоторых случаях слепки и фотографии. Выполнение срочно и не требующее отлагательств. Об исполнении донести. Заместитель заведующего „Главнауки“ Вольтер»".

Экономисты в Смольном явно не учитывали даже своих финансовых интересов. Они явно не понимали, что уникальное произведение ювелирного искусства, каким является рака, на мировом рынке стоило бы гораздо больше, чем металл в слитках, полученный в результате её переплавки. Сохранился документ — протест бывшего директора Эрмитажа С. Н. Тройницкого о недопустимости её варварского разрушения и передачи фрагментов в металлолом для переплавки. Это письмо датировано 20 сентября 1930 годом. На письме имеется резолюция какого-то важного областного начальника по фамилии Сааков, в которой говорится, что раку следует оставить в Государственном Эрмитаже, и предписывалось её тщательно сохранять.
В годы Второй мировой войны рака, в числе других ценных экспонатов, была эвакуирована с эшелоном музейных ценностей в Свердловск в 10 ящиках, для секретности пронумерованных вразнобой. Она возвратилась в Ленинград в 1949 году, была отреставрирована и поступила в Отдел истории русской культуры. Экспонировалась в Концертном зале Эрмитажа.

### Новое время
В 1989 году мощи святого Александра Невского были возвращены в лаврский Троицкий собор из запасников музея религии и атеизма, располагавшегося в Казанском соборе. Православная общественность требовала вернуть её в лавру.
Разговоры о передаче гробницы в лавру велись с 2000 года, представители верующих направляли обращения с просьбой вернуть раку в адрес президента России, премьер-министра и губернатора Петербурга.
2012 год

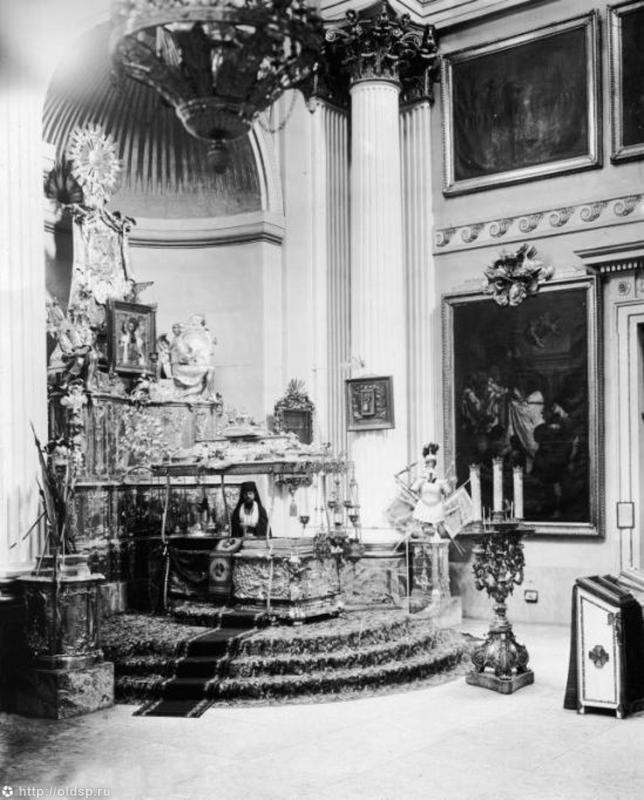
Рака с мощами благ. кн. Александра Невского в интерьере собора, 1910-е годы

- Февраль: Дзержинский районный суд Петербурга отказал в удовлетворении исковых требований представителя одной из общественных организаций Петербурга, который требовал вернуть раку в лавру. Иск подал житель Петербурга Алексей Коновалов, который посчитал, что в настоящее время нарушено его право на доступ к культурным ценностям. «Я не могу прийти и посмотреть, как это должно быть в историческом интерьере. Я, как гражданин, не могу прийти и поклониться праху», — пояснил свою позицию в суде Коновалов[35]. (Логическая ошибка истца — мощи святого находятся в лавре, а не в музее).
- Октябрь: министр культуры РФ Владимир Мединский заявил, что рака для мощей святого князя Александра Невского должна вернуться из Эрмитажа в Александро-Невскую лавру, которая в 2013 году отметит своё 300-летие. По его словам, этот «вопрос решён». «Для Эрмитажа будет изготовлена копия раки, а оригинал вернётся в лавру, где ему и положено быть. Изыскиваются средства, а они, как вы понимаете, немалые, чтобы изготовить эту копию», — сказал Мединский, слова которого приводит ИТАР-ТАСС[35]. Однако уже на следующий день в прессе появились сообщения о том, что слова министра «неправильно интерпретировали»[36].
- Ноябрь: Мединский уточнил, что о «ни о какой передаче раки Церкви речь вообще не стоит», а также сказал, что «мы говорим только о том, что надо изготовить копию раки». По словам министра, «Директор Эрмитажа Михаил Пиотровский давно уже просил меня поставить вопрос об изготовлении копии раки, но надо искать бюджетный вариант — все предложения, что сейчас есть, слишком дороги, министерство не может брать на себя такие затраты. А что будет с этой ракой потом — мы пока не знаем, и кому достанется копия, а кому — оригинал, мы пока даже не обсуждали. Пусть сначала копия станет реальностью»[37].
- Экспертизы серебряной гробницы были проведены перед началом реставрации в 2012 году[38] .

2013 год
- Апрель: наместник Александро-Невской лавры епископ Кронштадтский Назарий сказал, что вопрос, кому будет принадлежать рака Александра Невского, должен решать президент. По его мнению, для музея можно сделать копию[39].
- Март: около 60 представителей движения «Народный собор» провели несанкционированный молебен-флешмоб в зале с ракой[40].
- Март: депутат петербургского ЗакСа Андрей Анохин попросил Следственный комитет и ФСБ проверить подлинность раки князя Александра Невского. Парламентарий уже направил соответствующие обращения на имена главы ГСУ СК РФ по Петербургу Андрея Лавренко и начальника УФСБ по Петербургу и Ленобласти Андрея Ручьева. Причиной этой инициативы стал, как сообщает депутат, категорический отказ директора музея Михаила Пиотровского в просьбе иерархов РПЦ передать православную реликвию церкви, «так как для прихожан затруднительно и противоестественно для поклонения мощам Святого заступника Русской земли посещать светское учреждение». Как поясняют в пресс-службе Анохина, депутат пытается понять логику, которой продиктована позиция Пиотровского. В своих обращениях Анохин ссылается на «неоднократно раскрывавшиеся правоохранительными органами преступления, связанные с исчезновением экспонатов Эрмитажа и подменой подлинников копиями»[41]. В ответ на это на сайте музея появилось сообщение под заголовком «В связи с наступлением весны Государственный Эрмитаж сообщает», что «следует различать произведение декоративно‑прикладного искусства — серебряное надгробие (Раку), хранящееся в Зимнем дворце и по праву вписанное в общую историческую и символическую схему Зимнего, вся внутренняя программа которого построена как символ военного торжества России, и уникальную церковную реликвию — мощи Святого Благоверного князя Александра Невского, переданные Церкви в 1989 году из запасников Музея религии и атеизма, располагавшегося в Казанском соборе»[42]. Свою позицию музей подкрепил видеороликом, посвящённым истории гробницы и процессу её реставрации, который был выложен на официальной странице музея в Facebook[26].
- Март: депутат Законодательного собрания Петербурга Виталий Милонов опубликовал открытое письмо директору Эрмитажа Михаилу Пиотровскому с предложением перенести раку князя Александра Невского из Концертного зала на время торжеств, посвящённых празднованию 400-летия дома Романовых. Депутата смутило нахождение религиозного объекта в зале для танцев. По его мнению, лучшим залом музея для раки была бы домовая церковь Зимнего дворца, однако поскольку она находится на реставрации, он предложил Александровский зал (где находится коллекция серебра), или Рыцарский зал (так как Александр Невский — «настоящий рыцарь и защитник земли русской»)[41]. Как уточняет директор музея М. Пиотровский, что «он называется Концертный, хотя концертов в нём никогда не бывает. Это всего лишь название одного из парадных залов Зимнего дворца. Не переименовывать же его?»[43]
- Октябрь: директор Эрмитажа Михаил Пиотровский отметил, что Эрмитаж продолжает вести диалог с Александро-Невской лаврой по вопросу передачи раки монастырю[44].
- Ноябрь: Эрмитаж заявил, что ищет подрядчика по реставрации (см. ниже)
- Декабрь: Пиотровский сообщил, что после завершения реставрации надгробия святого князя Александра Невского Эрмитаж готов приступить к изготовлению копии для передачи в лавру.

### Реставрация

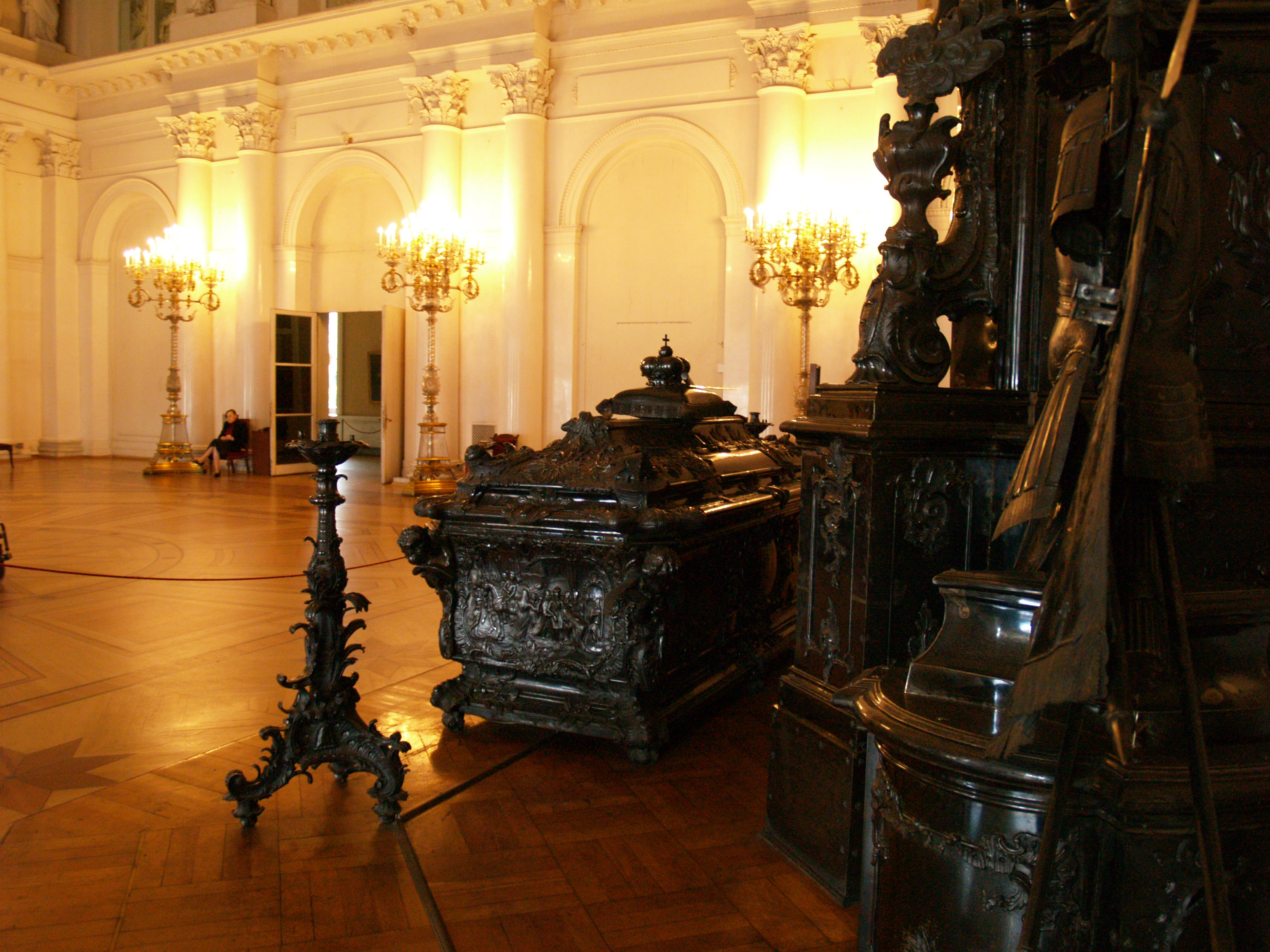
Рака до реставрации

Официальный сайт музея в начале 2013 года сообщал: «В 2012 г. Эрмитаж приступил к реставрации памятника. Предварительно были проведены все необходимые исследования и экспертизы. Сегодня Эрмитаж обладает совершенным лазерным оборудованием для реставрации металла, которое позволяет снимать тончайшие слои патины (в несколько микрон), не затрагивая неокисленную поверхность. Именно такая уникальная на сегодняшний день методика применяется для реставрации мемориального комплекса раки Св. Александра Невского. В 2012 году были отреставрированы две композиции, фланкирующие саркофаг. Работы по реставрации знаменитого памятника истории, культуры и серебряного дела XVIII столетия будут продолжены».
В 2012 году началась реставрация раки в лаборатории по работе с редкими металлами.
В ноябре 2013 года Эрмитаж заявил, что ищет подрядчика по реставрации малой раки, начальная (максимальная) цена госконтракта составляет более 16,5 миллиона рублей. Согласно техническому заданию, реставрации подлежит рака, которая представляет собой большой деревянный ковчег, по его верхнему краю расположена серебряная пластина с прочеканенной надписью. Деревянное основание предметов необходимо очистить от загрязнений механическим способом, произвести укрепление сопряжений на рыбий клей, места рассыхания зареить породой аналогичной по физико-механическим свойствам оригинальной. Основа раки изготовлена из дуба, филёнки могут быть липовыми или берёзовыми. Кроме того, требуется провести наращивание и укрепление древесины, произвести подгонку накладного серебра, заделать отверстия креплений и изготовить новые отверстия исключающих напряжение серебряных накладок». 
В декабре 2013 года подрядчик был выбран.
По состоянию на 2023 год, все части гробницы мемориального комплекса раки Александра Невского отреставрированы силами Эрмитажа или их реставрация завершается. Реставрация пирамиды раки ведётся с конца 2019 года. Завершить реставрацию планируется не ранее 2024 года.

### Копия
Первоначально планировалось оставить раку в Эрмитаже, а в лавру передать её копию. Идея о создании копии изделия весом в полторы тонны появилась в 2000-х годах в связи с диспутом о праве собственности.
Официальный сайт музея в начале 2013 года сообщает: «Проведённые музеем исследования и реставрационные работы позволят создать модель для изготовления точной копии надгробия из серебра, для передачи её (после освящения) в Свято-Троицкую Александро-Невскую лавру. Стоимость изготовления копии на сегодняшний день оценивается в сумму ок. 330 млн рублей. Деньги, по мнению Эрмитажа, должно найти Государство, так как разорение церквей было государственной политикой советского государства».
В декабре 2013 года Пиотровский сообщил, что после завершения реставрации надгробия святого князя Александра Невского Эрмитаж готов приступить к изготовлению копии для передачи в лавру. Он сказал, что «для церковного использования подойдёт и копия, ведь само надгробие было спасено и находится на своём месте. Сейчас мы его реставрируем, и после этой реставрации мы готовим все для создания копии». Пиотровский подчеркнул, что Эрмитаж готов приступить к изготовлению копии в любой момент, однако у музея пока нет денег. «Нет пока православного мецената, который бы выделил деньги, а государство спрашивает нас, нельзя ли подешевле. Но настоятель Александро-Невской лавры прав: подешевле нельзя, нужно изготовить точную копию из серебра, которого, кстати, там не так много».
Затем Пиотровский заявил, что денег на эту работу так и не нашлось, копия не была выполнена.

### Передача в лавру
8 сентября 2023 года состоялась передача большой серебряной раки и внутреннего деревянного ковчегов мемориального комплекса гробницы Александра Невского из Эрмитажа в Александро-Невскую лавру. В этот же день патриарх Московский и всея Руси Кирилл вложил ковчег с мощами в большую серебряную раку гробницы Александра Невского. Гробница была размещена в храме Александра Невского на втором этаже Благовещенской церкви Александро-Невской лавры.
По условиям договора Эрмитаж передал гробницу лавре в безвозмездное временное пользование на 49 лет.
В Благовещенской церкви реликвии будут располагаться без дополнительных витрин или киотов. В Эрмитаже пояснили, что специалисты сошлись на том, что оптимальным вариантом является создание условий внутри самого помещения. В основном пространстве Благовещенской церкви установлено специальное климатическое и инженерное оборудование для поддержания необходимых условий температурно-влажностного режима.
Журналистка Ксения Лученко оценивает передачу раки, а также иконы «Троица», как попытку России укрепить свои позиции не только военным, но и мистическим образом в войне против Украины.